# Jaygaon
Jaygaon è una suddivisione dell'India, classificata come census town, di 38 664 abitanti, situata nel distretto di Jalpaiguri, nello stato federato del Bengala Occidentale. In base al numero di abitanti la città rientra nella classe III (da 20 000 a 49 999 persone).

## Geografia fisica
La città è situata a 26° 49' 49 N e 89° 22' 57 E.

## Società

### Evoluzione demografica
Al censimento del 2001 la popolazione di Jaygaon assommava a 38 664 persone, delle quali 20 167 maschi e 18 497 femmine. I bambini di età inferiore o uguale ai sei anni assommavano a 6 338, dei quali 3 094 maschi e 3 244 femmine. Infine, coloro che erano in grado di saper almeno leggere e scrivere erano 19 938, dei quali 11 959 maschi e 7 979 femmine.